# Axel Weydts
Axel Weydts (Kortrijk, 11 maart 1982) is een Belgisch politicus voor Vooruit.

## Biografie
Na zijn opleiding aan de campus Saffraanberg te Sint-Truiden begon hij in 1998 zijn loopbaan als onderofficier bij de luchtmacht in het Belgische leger met een specialisatie in Avionics F-16. Na zijn opleiding werd hij gestationeerd bij het 51ste Bataljon Logistiek in Sijsele, waarmee hij als aankoopofficier tweemaal deelnam aan een vredesmissie van de NAVO in Kosovo. Via examens promoveerde hij tot de rang van kapitein. Bij Defensie was hij van 2004 tot 2008 technisch officier verantwoordelijk voor het logistiek beleid, nadien van 2008 tot 2011 militair instructeur van logistieke steun aan operaties aan kandidaat-officieren en ten slotte in 2011 hoofdinstructeur op de cel logistieke operaties. Vervolgens ging hij met politiek verlof. In 2024 nam Weydts ontslag als kapitein in het Belgische leger en nadien werd hij reserveofficier bij het Militair Commando van de Provincie West-Vlaanderen.
In 2011 werd Weydts unaniem verkozen tot lokaal voorzitter voor de Kortrijkse sp.a-afdeling, een functie die hij uitoefende tot in 2015. Van december 2011 tot oktober 2014 was hij tevens kabinetsmedewerker voor vicepremier en minister van Economie Johan Vande Lanotte en staatssecretaris voor Fraudebestrijding John Crombez.
Bij de lokale en provinciale verkiezingen van oktober 2012 kwam hij op voor de sp.a. Hij werd verkozen tot gemeenteraadslid van Kortrijk en tot provincieraadslid van West-Vlaanderen. Deze laatste functie oefende hij uit tot in december 2018. Bij het aantreden van de Kortrijkse stadscoalitie begin 2013, bestaande uit een coalitie van Open Vld, N-VA en sp.a, werd hij voorgedragen als schepen van Mobiliteit en Openbare Werken, een functie die hij vanaf januari 2015 zou uitoefenen. Toen hij begin 2015 effectief aantrad, werd Weydts de jongste schepen in de geschiedenis van de stad. Na de gemeenteraadsverkiezingen van oktober 2018 bleef hij schepen van Mobiliteit en Openbare Werken. Zijn termijn als schepen eindigde in december 2024,  daarna ging hij weer zetelen als gemeenteraadslid.
Weydts was bij de federale verkiezingen van juni 2024 eerste opvolger op de lijst van Vooruit, de navolger van sp.a, in de kieskring West-Vlaanderen. In oktober 2024 werd hij effectief ingezworen als lid van de Kamer van volksvertegenwoordigers ter vervanging van Vlaams minister Melissa Depraetere. Hij werd vast lid van de commissie Landsverdediging en de commissie Legeraankopen en -verkopen, alsook voorzitter van de commissie voor de opvolging van militaire missies.
In Kortrijk was hij van 2015 tot 2020 tevens voorzitter van de raad van bestuur van Parko, een firma die parkeerplaatsen beheert in de stad.